# Namysłów
Namysłówⓘ łac. Namislavia, niem. Namslau, śl. Namysłōw) – miasto w Polsce położone w województwie opolskim, siedziba powiatu namysłowskiego oraz gminy miejsko-wiejskiej Namysłów. Historycznie leży na Dolnym Śląsku, na Równinie Oleśnickiej, będącą częścią Niziny Śląskiej. Przepływa przez niego rzeka Widawa oraz jej mniejsze dopływy.
W latach 1975–1998 miasto administracyjnie należało do województwa opolskiego. 
Według danych GUS z 1 stycznia 2024 r. miasto liczyło 16 818 mieszkańców.

## Geografia

### Położenie
Miasto jest położone w południowo-zachodniej Polsce, w historycznych granicach Dolnego Śląska, w województwie opolskim, na Równinie Oleśnickiej. Przez granice administracyjne miasta przepływa rzeka Widawa (dopływ Odry). Namysłów położony jest na wysokości 137 m n.p.m.

### Środowisko naturalne
Średnia temperatura roczna wynosi +8,3 °C. Pokrywa śnieżna występuje od grudnia do kwietnia. Duże zróżnicowanie dotyczy termicznych pór roku. Średnie roczne opady atmosferyczne w rejonie Namysłowa wynoszą 566 mm, dominują wiatry zachodnie.

### Podział miasta
Według Krajowego Rejestru Urzędowego Podziału Terytorialnego Kraju częściami Namysłowa są:
- Podmiejskie
- Stare Miasto (włączone do Namysłowa z dniem 1 stycznia 1951 r., wcześniej samodzielna miejscowość)[5],

#### Osiedla mieszkaniowe
Na terenie Namysłowa istnieje sześć osiedli mieszkaniowych: Osiedle nr I - Osiedle Śródmieście, Osiedle nr II - Osiedle za Widawą, Osiedle nr III - Osiedle Majowe, Osiedle nr IV - Osiedle Ogrodowe, Osiedle nr V - Osiedle Reymonta oraz Osiedle nr VI - Osiedle Leśne.

## Nazwa

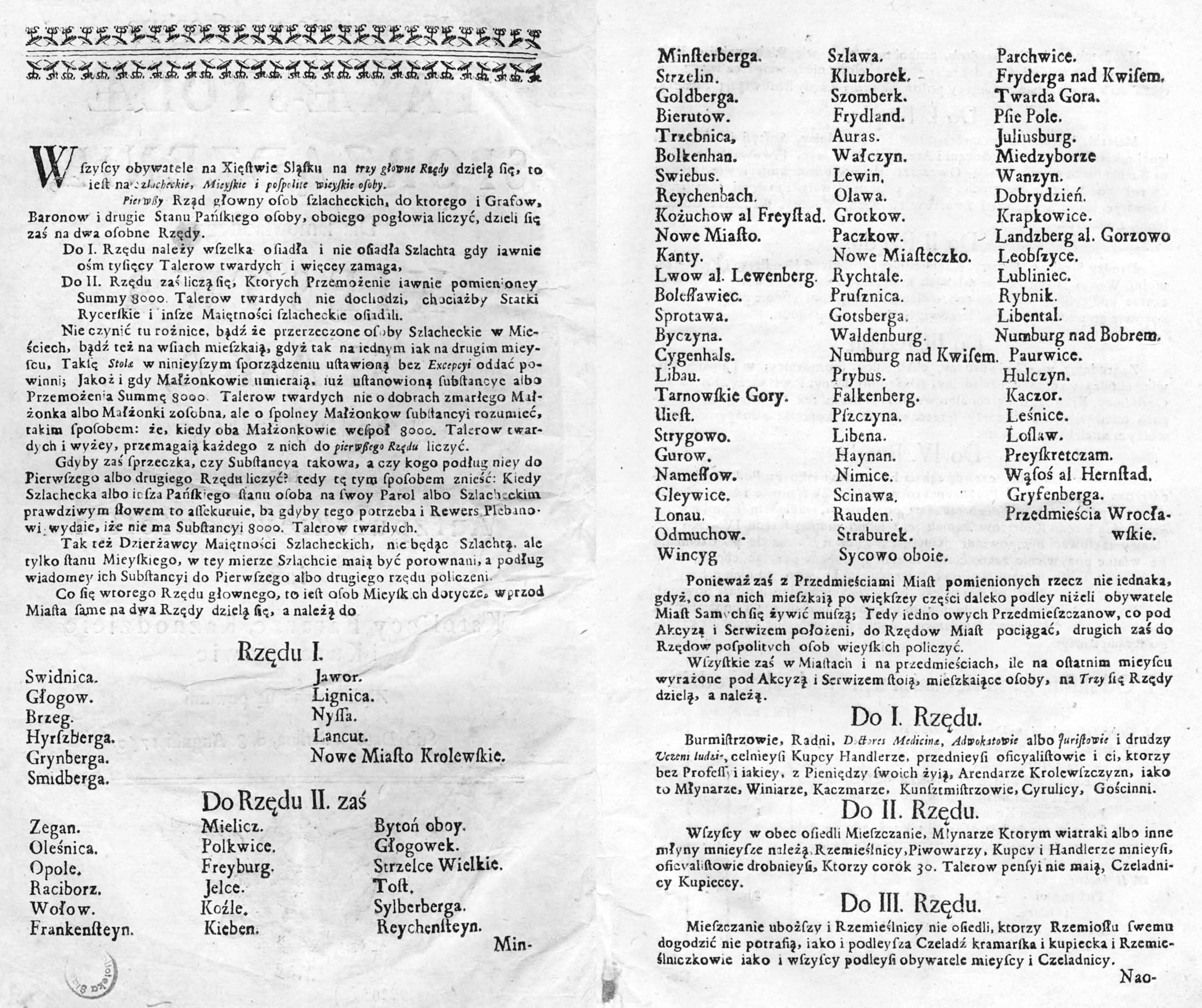
Nazwa miasta Namysłów wśród innych nazw śląskich miejscowości w urzędowym pruskim dokumencie z 1750 roku wydanym w języku polskim w Berlinie

Etymologicznie nazwa miasta związana jest z antroponimem Namysł. Miejscowość została wymieniona w zlatynizowanej formie Namislavia w łacińskim dokumencie z 1312 wydanym w Głogowie. W księdze łacińskiej Liber fundationis episcopatus Vratislaviensis (pol. Księga uposażeń biskupstwa wrocławskiego) spisanej za czasów biskupa Henryka z Wierzbna w latach 1295–1305 miejscowość wymieniona jest w zlatynizownej formie Namislavia. W roku 1613 śląski regionalista i historyk Mikołaj Henel z Prudnika wymienił miejscowość w swoim dziele o geografii Śląska pt. Silesiographia podając jej łacińską nazwę: Namslavia.
Jeszcze w 1750 nazwa „Namysłów” wymieniona jest w języku polskim przez Fryderyka II pośród innych miast śląskich w zarządzeniu urzędowym wydanym dla mieszkańców Śląska. W alfabetycznym spisie miejscowości na terenie Śląska wydanym w 1830 we Wrocławiu przez Johanna G. Knie miejscowość występuje pod nazwami Namslau, Namzlav oraz Namislow.
Nazwę Namysłów w książce „Krótki rys jeografii Szląska dla nauki początkowej” wydanej w Głogówku w 1847 wymienił śląski pisarz Józef Lompa. Słownik geograficzny Królestwa Polskiego wydany w latach 1880–1906 notuje nazwę miasta pod polską nazwą Namysłów oraz niemiecką Namslau.
Obecna nazwa została administracyjnie zatwierdzona 7 maja 1946.

## Historia

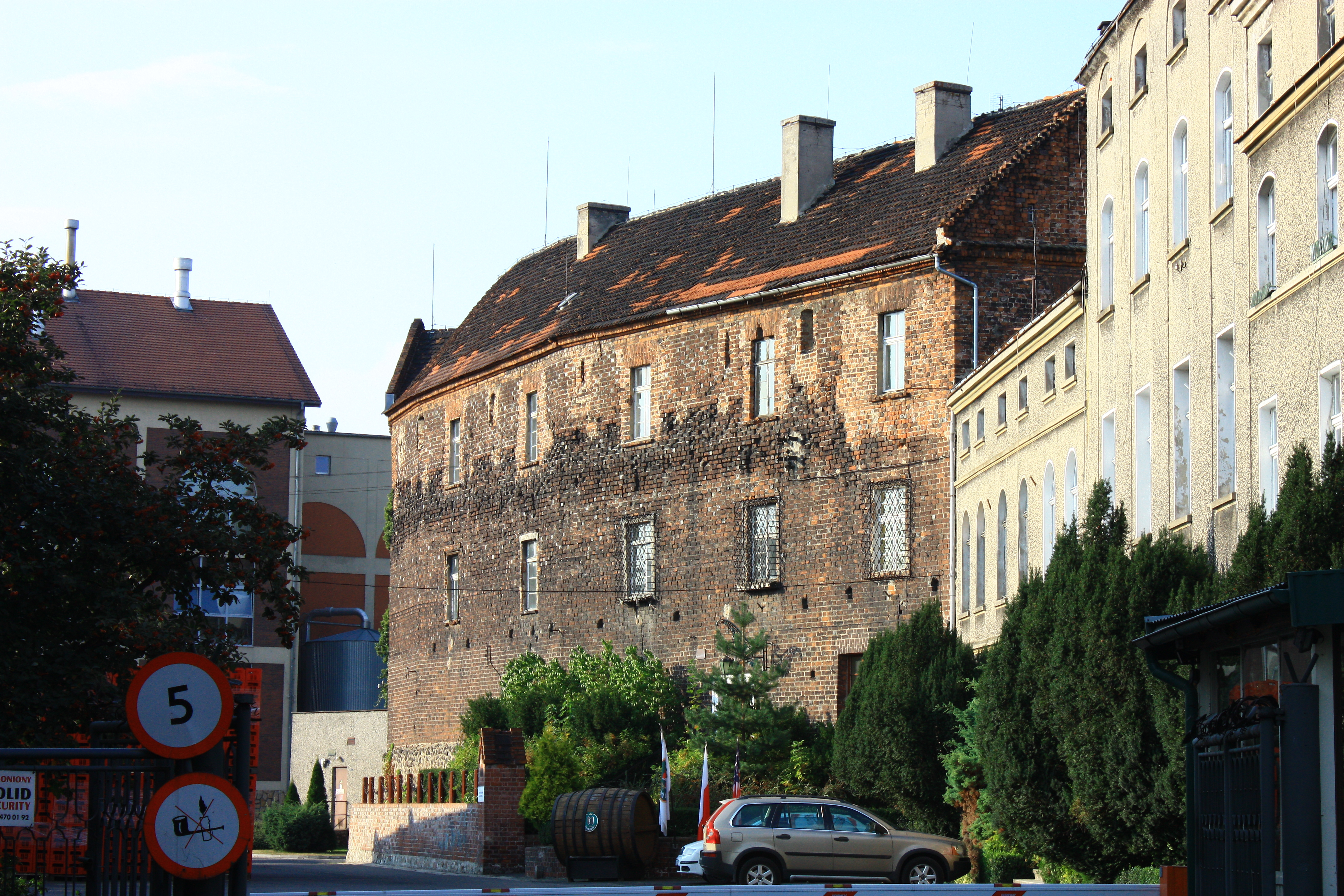
Zamek książęcy z 1360 r.

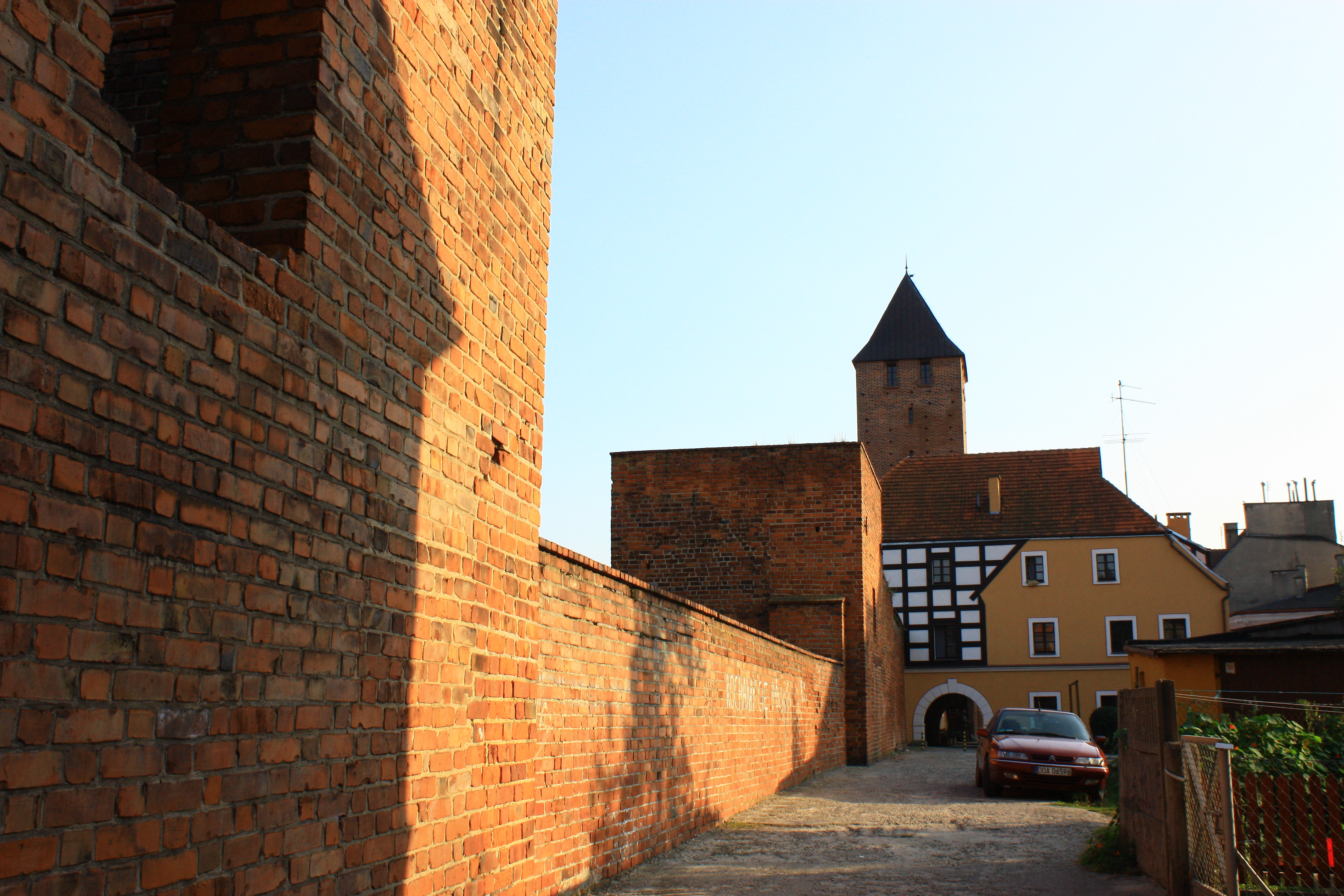
Zespół murów obronnych (1350-1415, XVII w., XIX w.)

### Średniowiecze
Miasto zostało założone w XIII wieku. Pierwsza historycznie pewna wzmianka o nim pochodzi z 19 czerwca 1233. Prawa miejskie Namysłów otrzymał około 1249 z rąk księcia Henryka III Białego. 
W latach 1294–1312 Namysłów wchodził w skład księstwa głogowskiego. W 1312/1313 powstało niezależne księstwo namysłowskie wydzielone z ziem księstwa oleśnickiego, a jego władcą został Konrad I oleśnicki.
Od 1320 lub 1321 ponownie związane z księstwem oleśnickim po objęciu tegoż księstwa przez Konrada I. W latach 1323–1341 Namysłów wchodził w skład księstwa brzesko-legnickiego. 9 maja 1323 roku miasto stało się lennem czeskim. Od 1338 ponownie samodzielne księstwo we władaniu Wacława I legnickiego. Od około 1340 do 21 stycznia 1341 roku Namysłów był zastawiony księciu cieszyńskiemu Kazimierzowi I. 30 września 1341 roku książę brzesko-legnicki Bolesław III Rozrzutny zastawił miasto królowi Polski Kazimierzowi III Wielkiemu.
Pierwsze wzmianki o zamku w Namysłowie pochodzą z 1312. Prawdopodobnie był wtedy drewniany, jednak być może już po tej dacie książę namysłowski zaczął w miejscu wcześniejszego grodu wznosić obwód obronny o wysokości 8 metrów.
Właściwą część ratusza w Namysłowie wzniesiono w latach 1374–1378. Jego głównym architektem był mistrz murarski Piotr.
W 1345 rozpoczęła się wojna polsko-czeska pomiędzy Janem Luksemburskim i Kazimierzem III Wielkim. Pod koniec lata lub na początku jesieni 1348 rozpoczęto negocjacje pokojowe. Zawarciem pokoju były zainteresowane obie strony, ponieważ Karol IV koncentrował się na sprawach niemieckich, a Kazimierz zamierzał, wobec bezskuteczności ataków na Śląsku, skupić siły na walce o Ruś. 22 listopada 1348 roku wojna została formalnie zakończona podpisaniem pokoju namysłowskiego. Traktat nie wprowadzał żadnych zmian terytorialnych.
W 1358 roku synowie Bolesława III – Wacław i Ludwik sprzedali Namysłów królowi czeskiemu i niemieckiemu Karolowi IV za 3 000 kop groszy praskich. W połowie XIV wieku w mieście rozpoczęta została budowa murów obronnych i trzech bram oraz rozbudowa murowanego zamku.

### XV–XX wiek

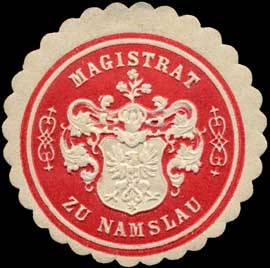
Pieczęć magistratu Namysłowa z przełomu XIX i XX wieku

Namysłów i Wrocław odmówili złożenia hołdu Władysławowi Pogrobowcowi po jego koronacji w 1453. Połowa zabudowań miasta została zniszczona podczas pożaru w 1466. W 1469 Namysłów uznał za swojego władcę Macieja Korwina. 11 listopada 1483 miasto zostało zniszczone w wyniku kolejnego pożaru. Od 1490 znajdowało się pod panowaniem Władysława Jagiellończyka, a następnie jego syna Ludwika. Handel w Namysłowie został ożywiony pod koniec XV wieku.
Od 1526 miasto należało do dynastii Habsburgów. Podczas wojny trzydziestoletniej zdobyli je Szwedzi.
Zakon krzyżacki zakupił namysłowski zamek w 1703, pozostając jego właścicielem do 1810. W 1741 miasto przeszło we władanie Królestwa Prus. Podczas wojny siedmioletniej było okresowo zajmowane przez Austriaków i Rosjan.
W czasie wojen napoleońskich latach 1806–1807 Namysłów był okupowany przez Francuzów i ich sprzymierzeńców (miasto zajęte zostało w grudniu 1806 przez oddziały bawarskie). 
W 1862 miasto otrzymało połączenie telegraficzne z Wrocławiem. Kolejnym krokiem komunikacyjnym było powstanie infrastruktury kolejowej - w 1868 otwarto linię, która połączyła Namysłów z Wrocławiem i Kluczborkiem, w 1889 z Opolem, a w 1912 z Kępnem.

## Po I wojnie światowej
Po I wojnie światowej liderzy ludności polskiej w powiecie namysłowskim podjęli działania w celu przyłączenia tej ziemi do Polski. W powiecie namysłowskim, polską działalność niepodległościową prowadził Wilhelm Wojciech Prokop (z Raciborza) zatrudniony w firmie Oskara Tietzego w Namysłowie, który tu organizował POW Górnego Śląska. Wśród działaczy polskich niepodległościowych była rodzina Karczewskich oraz proboszcz namysłowski ks. Jan Karol Pasternak oraz wikary ks. Jan Szymała. W powiecie ważnym polskim liderem był także ks. Antoni Robota z parafii we wsi Włochy (dwukrotnie pobity przez niemieckie bojówki). Namysłowska organizacja POW G.Śl. utrzymywała łączność z Opolem poprzez Augustyna Fulka pseud. „Sterner”. Aktywność ta polegała na kolportażu polskiej prasy w tym zwłaszcza „Der Weisse Adler”. 2 lipca 1919 r. Prokop został aresztowany przez władze niemieckie i wywieziony do więzienia w Oleśnicy. Po pewnym czasie wyszedł na wolność, dzięki obronie podjętej przez adwokata Antoniego Rostka z Raciborza, ale do Namysłowa już nie wrócił.

### Dwudziestolecie międzywojenne
Od 1919 Namysłów należał do nowo utworzonej prowincji Dolny Śląsk. Prowincja została zlikwidowana w 1938, a 18 stycznia 1941 utworzono ją ponownie.
1 lipca 1936 do Namysłowa włączona została wieś Böhmwitz (rejon współczesnych ulic 1 Maja i Kalinowej), zamieszkała wówczas przez 232 mieszkańców. 
Podczas nocy kryształowej z 9 na 10 listopada 1938, bojówki hitlerowskie zdewastowały wnętrze namysłowskiej synagogi zbudowanej w roku 1856. Sam budynek przetrwał, ze względu na stanowienie części zwartej zabudowy.

### II wojna światowa
W czasach II wojny światowej w Namysłowie znajdował się podobóz obozu koncentracyjnego w Groß-Rosen oraz kilka mniejszych obozów pracy przymusowej. Robotnicy różnych narodowości pracowali m.in. w fabryce Elektroakustik przy Parku Północnym, powstałym w latach 1939-1941 zakładzie przetwórstwa ziemniaczanego przy ul. Łączańskiej oraz w browarze Haselbacha. Obozowe baraki znajdowały się z kolei m.in. przy obecnych ulicach 1 Maja, Jagiellońskiej, Oławskiej, Skłodowskiej-Curie, Żwirki i Wigury. 
Wśród robotników przymusowych oraz jeńców wojennych znajdowało się wielu żołnierzy Armii Krajowej. Lokalnymi strukturami AK kierował w latach 1942-44 por. Józef Rabiega (1914-1971), zatrudniony w zakładach przetwórstwa ziemniaczanego. W roku 2016 jego imieniem nazwana została ulica w Namysłowie, a rok później przy bramie "Ziemniaczanki" ustawiony został postument z pamiątkową tablicą. 
22 stycznia 1945 miasto zostało po krótkich walkach zajęte przez Armię Czerwoną (w lokalnej historiografii błędnie dominuje data 21 stycznia). O godzinie 12:15 Namysłów zdobyty został przez 214 Dywizję Strzelecką, wchodzącą w skład 78 Korpusu Strzeleckiego, stanowiącego z kolei część składową 52 Armii.

### Polska Ludowa
3 marca 1945 r. do Namysłowa przybyła pierwsza grupa polskich kolejarzy. 30 maja miasto zostało przejęte przez administrację polską – na jej czele stanął przybyły 30 kwietnia Pełnomocnik Rządu RP na Obwód nr 9 Tomasz Nowacki (1897-1946). 1 września pierwszym powojennym Burmistrzem Namysłowa został polityk PPS Bolesław Obrębski (1898-1953), który swój urząd pełnił do grudnia 1948. 31 grudnia 1945 starosta Nowacki został w rejonie śluzy na Widawie (rejon ulic Parkowej i Marii Konopnickiej) postrzelony przez "nieznanych sprawców w mundurach sowieckich", w wyniku czego zmarł 3 stycznia 1946. Towarzyszący staroście por. Czesław Wajs (1912-1945) zginął na miejscu.  
17 listopada 1947 odbyło się zebranie założycielskie Towarzystwa Burs i Stypendiów w Namysłowie, na prezesa wybrano Aleksandra Pankiewicza – przewodniczącego Powiatowej Rady Narodowej. W 1949 TBS liczył już 129 członków.
26 maja 1959 powstało Koło Miłośników Ziemi Namysłowskiej, w tym czasie było to pierwsze tego typu stowarzyszenie na Opolszczyźnie. Jeszcze w 1959 stowarzyszenie zmieniło nazwę na Towarzystwo Miłośników Ziemi Namysłowskiej. Staraniem działaczy koła powołano 21 stycznia 1960 Muzeum Ziemi Namysłowskiej, które zlokalizowano w trzech salach ratusza. 23 lutego 1973 Muzeum Ziemi Namysłowskiej przeniosło się do nowego lokalu, znajdującego się na zamku. Muzeum funkcjonowało do przełomu 1998/99. Towarzystwo Miłośników Ziemi Namysłowskiej prowadziło działalność do około 2005, po czym zostało zawieszone.
23 czerwca 1976 Zakłady Elektrotechniki Motoryzacyjnej w Namysłowie przystąpiły do strajku, którego celem było, oprócz protestu przeciw podwyżce cen, odłączenie się od ZEM Świdnica i sprowadzenie nowego parku maszynowego.

### III Rzeczpospolita
Po pierwszych wyborach do samorządu terytorialnego w Polsce po jego przywróceniu w 1990 roku burmistrzem miasta został Adam Maciąg. Pełnił on tę funkcję przez dwie kadencje, od 18 czerwca 1990 do 3 listopada 1998. Następcami Maciąga byli: Krzysztof Kuchczyński (3 listopada 1998 – 5 grudnia 2014), Julian Kruszyński (5 grudnia 2014 – 22 listopada 2018), Bartłomiej Stawiarski (22 listopada 2018 - 7 maja 2024) oraz obecnie urzędujący Jacek Fior (od 7 maja 2024).
W latach 1989–1996 przeprowadzona została przez Radę Narodową Miasta i Gminy w Namysłowie oraz jej następczynię – Radę Miejską w Namysłowie akcja dekomunizacji nazw namysłowskich ulic. Jeszcze w roku 1989 patronat nad miejskimi ulicami utracili Feliks Dzierżyński i Julian Marchlewski, a w dalszej kolejności dekomunizacji poddane zostały ulice: Armii Czerwonej (24 stycznia 1991), Hanki Sawickiej (15 marca 1993), Karola Świerczewskiego, Marcelego Nowotki, Alei Róży Luksemburg oraz Placu XV-lecia PRL (wszystkie 29 listopada 1996). Symbolicznym zakończeniem procesu była dokonana po latach zmiana nazwy ulicy Mariana Buczka (26 września 2016).
W ramach reformy administracyjnej w Polsce w 1999 Namysłów ponownie stał się siedzibą powiatu namysłowskiego. Siedzibą starostwa stał się przebudowany dawny magazyn zbożowy przy Placu Wolności.

### Organizacje pozarządowe
18 września 2014 założono Towarzystwo Przyjaciół Namysłowa i Ziemi Namysłowskiej, aktualnie (maj 2025) posiadające 51 członków. Prezesem TPNiZN jest Mateusz Magda - historyk, pracownik Muzeum Miejskiego Wrocławia.
W 2019 reaktywowane zostało z kolei po kilkunastu latach zawieszenia działalności Towarzystwo Miłośników Ziemi Namysłowskiej (ponowny wpis do rejestru stowarzyszeń dokonany został 28 listopada 2019).

## Demografia
Według danych GUS z 30 czerwca 2018, Namysłów miał 16360 mieszkańców (8. miejsce w województwie opolskim i 279. w Polsce), powierzchnię 22,62 km² (7. miejsce w województwie opolskim i 250. miejsce w Polsce) i gęstość zaludnienia 723,6 os./km².
Mieszkańcy Namysłowa stanowią około 38,37% populacji powiatu namysłowskiego, co stanowi 1,66% populacji województwa opolskiego.
| Opis                              | Ogółem | Ogółem | Kobiety | Kobiety | Mężczyźni | Mężczyźni |
| --------------------------------- | ------ | ------ | ------- | ------- | --------- | --------- |
| jednostka                         | osób   | %      | osób    | %       | osób      | %         |
| populacja                         | 16360  | 100    | 8638    | 52,7    | 7724      | 47,3      |
| gęstość zaludnienia (mieszk./km²) | 723,6  | 723,6  | 382,1   | 382,1   | 341,5     | 341,5     |

### Liczba mieszkańców miasta
1787 – 2500
1845 – 3480
1860 – 4176
1861 – 4193
1875 – 5383
1880 – 5868
1885 – 5890
1890 – 6167
1910 – 6062
1933 – 7325
1939 – 8196
1975 – 12400
1983 – 13700
1995 – 16601
2000 – 16956
2005 – 16630
2010 – 16254
2015 – 16105
2020 – 16622

## Zabytki

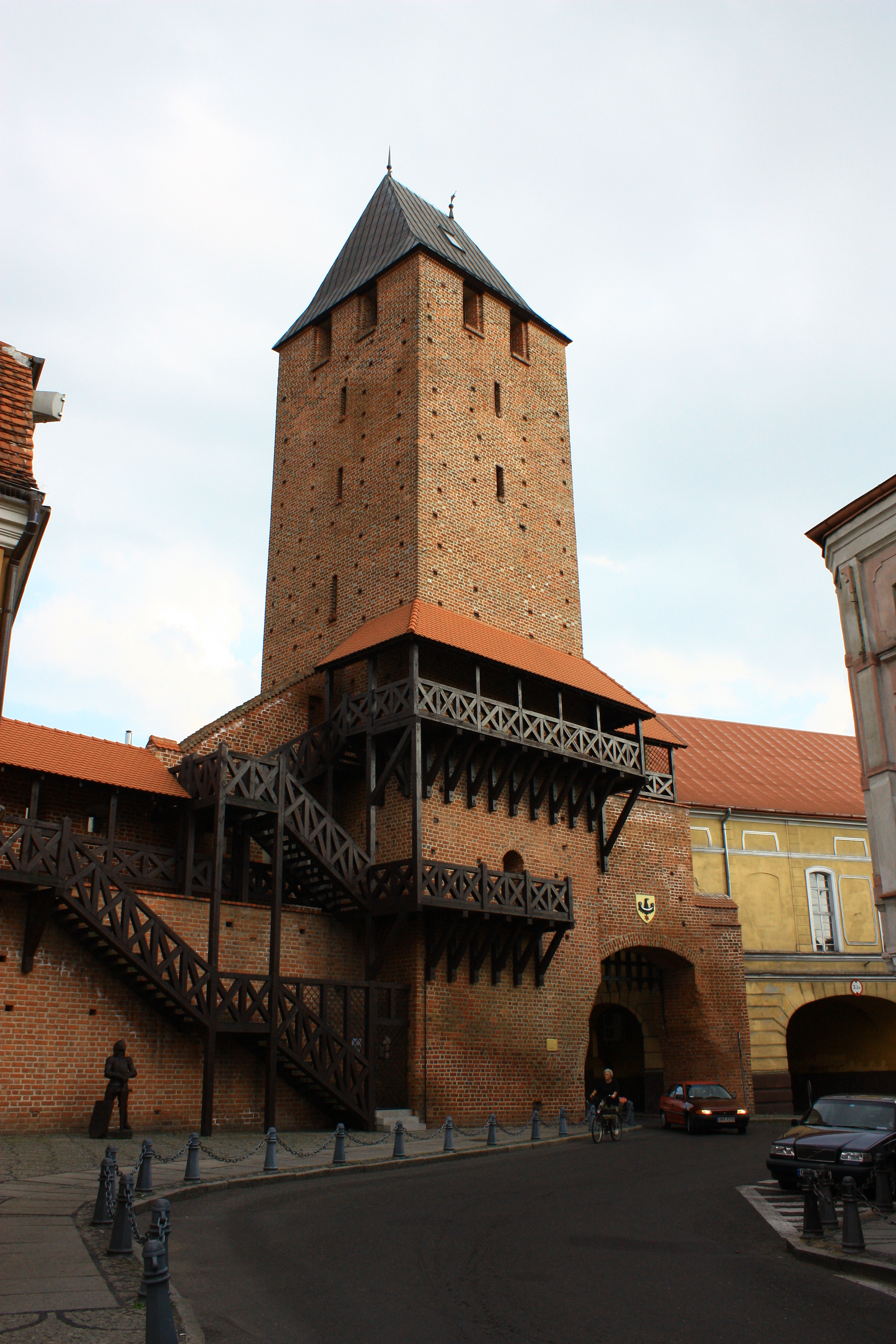
Brama Krakowska (XIV w.)

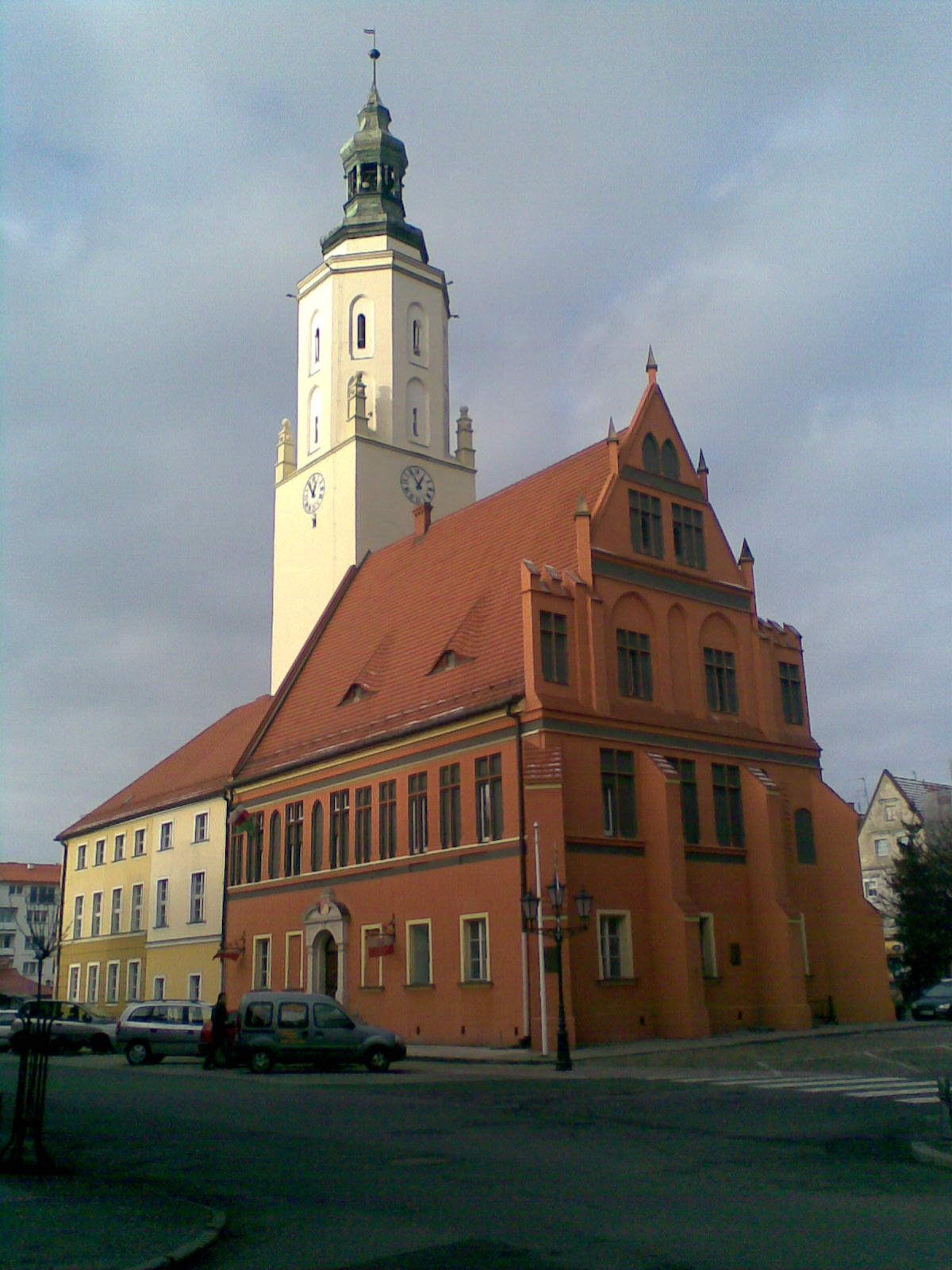
Ratusz z XIV wieku

Do Wojewódzkiego Rejestru Zabytków wpisane są następujące obiekty:
- Układ urbanistyczny
- Kościół św. Apostołów Piotra i Pawła, ul. Kościelna 1, wraz z bramą wejściową na teren kościelny oraz figurą św. Jana Nepomucena,
- Kościół fil. pw. Niepokalanego Poczęcia NMP[51], ul. Staromiejska 29,
- Zespół klasztorny franciszkanów, Skwer kardynała Wyszyńskiego 2, składa się z gotyckiego kościoła św. Franciszka z Asyżu i św. Piotra z Alkantary, a także dawnego klasztor, obecie plebanii,
- Kaplica pw. Świętej Trójcy (dawna kaplica cmentarna), ul. Oleśnicka 11,
- Park Północny, ul. Kazimierza Pułaskiego,
- Zamek książęcy, ul. Bolesława Chrobrego 30,
- Mury obronne,
- Brama Krakowska[52],
- Ratusz,
- Zespół szpitala miejskiego, ul. Oleśnicka 10[53],
- Kamienica, ul. Bolesława Chrobrego 6,
- Dom „Burmistrzówka”, ul. Krakowska 17[54],
- Hotel „Polonia”, ul. Obrońców Pokoju 28,
- Kamienice namysłowskiego rynku nr 2-9, 12, 24,
- Kamienice, ul. Stanisława Staszica 4 i 6,
- Izba Regionalna w Namysłowie (dawna szkoła ewangelicka), ul. Szkolna 2[55],
- Zespół browaru, ul. Bolesława Chrobrego 20-30, w tym: stara słodownia z warzelnią i suszarnią, nowa słodownia z suszarniami, leżakownia i fermentownia, maszynownia i magazyn beczek, kompleks budynków pomocniczych,
- Budynek handlowo-usługowy (dawny magazyn jęczmienia), ul. Kolejowa 18,
- Muzeum Techniki Młynarskiej (dawny młyn miejski z częścią mieszkalną), ul. Piastowska 12[56],

inne zabytki:
- neorenesansowa fontanna na rynku[57],
- dawna synagoga (obecnie sala gimnastyczna), ul. Stanisława Dubois 19,

## Gospodarka

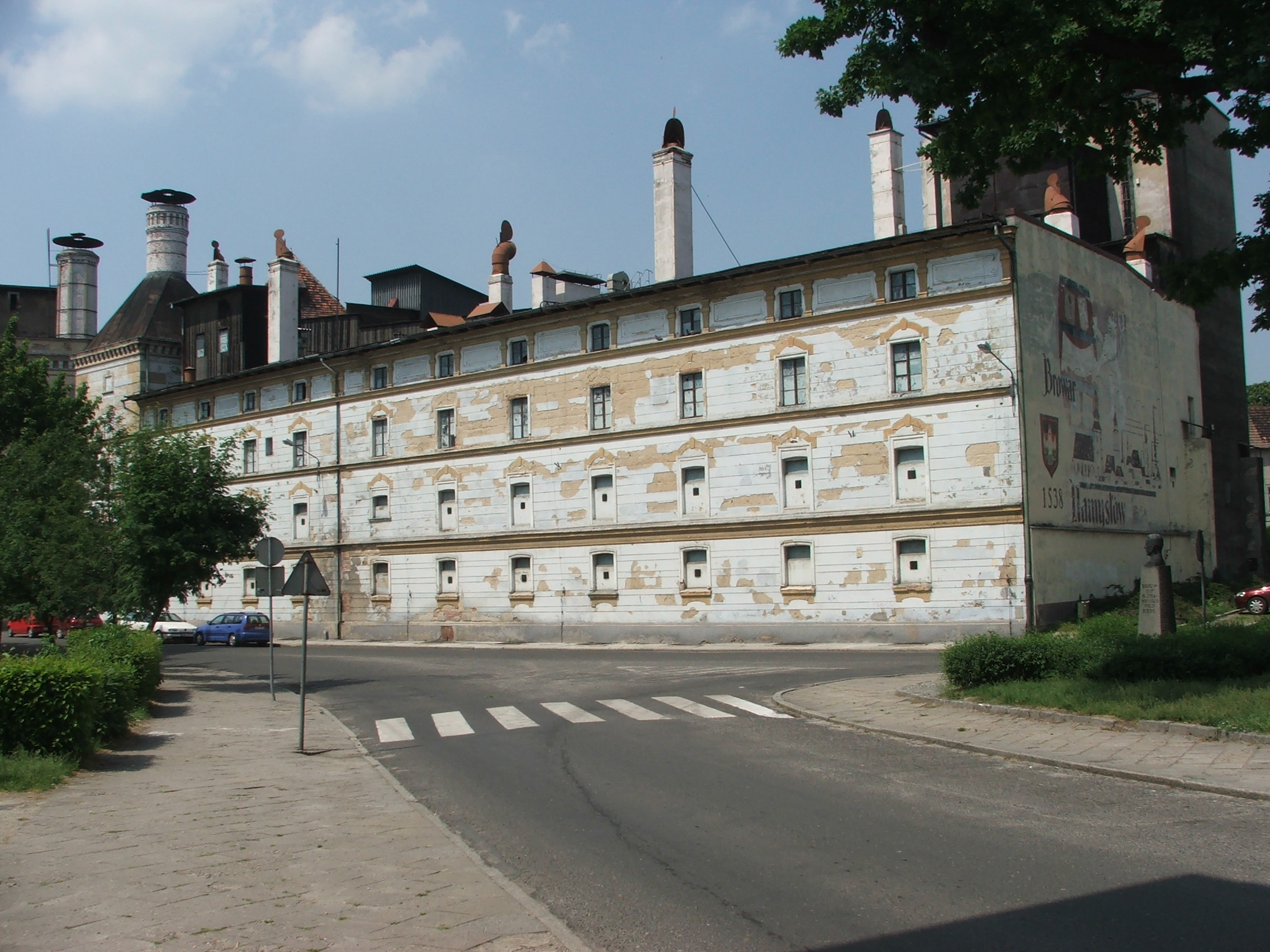
Browar w Namysłowie – budynek starej słodowni

Gałęzi przemysłu reprezentowane obecnie w Namysłowie to: produkcja spożywcza (Froneri, dawniej Nestle i Schöller), piwowarstwo (Browar Namysłów), elektrotechnika (Diehl Controls), produkcja okien (fabryki Velux i Glassolutions).
W 2019 wskaźnik bezrobocia w Namysłowie wynosił 7,8%. Przeciętne miesięczne wynagrodzenie brutto w Namysłowie wynosiło 4 176,14 zł.
25,8% aktywnych zawodowo mieszkańców Namysłowa pracuje w sektorze rolniczym (rolnictwo, leśnictwo, rybołówstwo i przemysł wydobywczy), 34,7% w sektorze przemysłowym (przemysł przetwórczy i budownictwo), a 10,5% w sektorze usługowym (handel, naprawa pojazdów, transport, zakwaterowanie i gastronomia, informacja i komunikacja) oraz 2,2% pracuje w sektorze finansowym (działalność finansowa i ubezpieczeniowa, obsługa rynku nieruchomości).
W Namysłowie mieści się Podstrefa Wałbrzyskiej Specjalnej Strefy Ekonomicznej.

## Transport

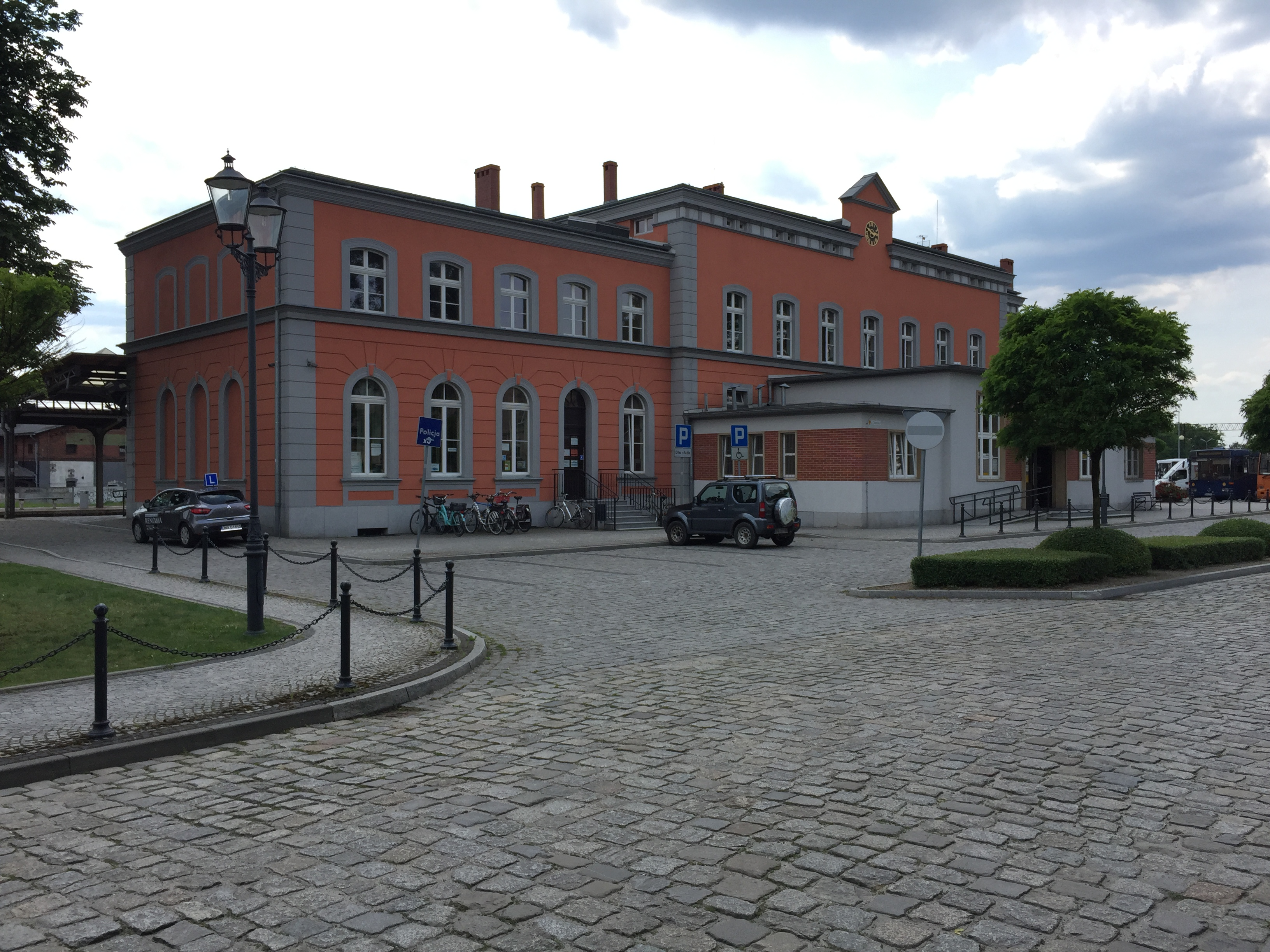
Stacja kolejowa w Namysłowie

### Transport drogowy
Przez Namysłów przebiegają drogi krajowe:
- 39 Łagiewniki – Strzelin – Biedrzychów – Owczary – Brzeg – Namysłów – Kępno
- 42 Namysłów – Kluczbork – Praszka – Radomsko – Starachowice

Sieć uzupełniają drogi wojewódzkie:
- 451 Oleśnica – Namysłów
- 454 Opole – Namysłów

### Transport kolejowy
W mieście znajduje się stacja kolejowa połączona z dworcem autobusowym. Z namysłowskiej stacji kolejowej odjeżdżają obecnie pociągi w kierunku Oleśnicy i Wrocławia oraz Kluczborka, Lublińca i Częstochowy.
Dawniej, Namysłów skomunikowany był kolejowo również z Opolem, Kępnem i Sycowem. Połączenia te przestały jednak funkcjonować na przełomie lat 80. i 90. XX wieku.
| Namysłów                                             |  |                                          |
| Linia nr 143 Kalety – Wrocław Mikołajów (106,465 km) |  |                                          |
| Gręboszówodległość: 5,996 km                         |  | Wilków Namysłowski odległość: 4,625 km   |
| Linia nr 301 Opole Główne – Namysłów (59,939 km)     |  |                                          |
| Ziemiełowiceodległość: 3,410 km                      |  |                                          |
| Linia nr 307 Namysłów – Kępno (0,000 km)             |  |                                          |
|                                                      |  | Kamienna Namysłowska odległość: 3,584 km |

### Komunikacja miejska
W roku 2018 czasowo funkcjonowała komunikacja miejska. Linie czerwona, zielona i niebieska zaczynały swój bieg na dworcu autobusowym. Przewozy autobusowe realizuje PKS Opole oraz prywatny przewoźnik LUZ.

## Oświata
Namysłów stanowi regionalny ośrodek oświatowy, ściągający uczniów z całego powiatu, a także z pobliskich terenów województwa wielkopolskiego (Rychtal), dolnośląskiego (Bierutów) czy powiatu kluczborskiego (Wołczyn).
| Żłobki i Przedszkola - Żłobek, ul. Kolejowa 5B - Żłobek "Elementarz Przyjazny Rodzinie", ul. Braterska 7 - Przedszkole nr 1, ul. Partyzantów 2 - Przedszkole nr 3, ul. Partyzantów 3 - Przedszkole nr 4, ul. Reymonta 5B - Przedszkole nr 5, ul. Słoneczna 1 - Przedszkole Integracyjne, ul. Parkowa 3 Szkoły podstawowe - Szkoła Podstawowa nr 1 im. Szarych Szeregów, ul. 3 Maja 21 - Szkoła Podstawowa nr 2 im. Marii Skłodowskiej-Curie z oddziałami dwujęzycznymi, ul. Reymonta 5 - Szkoła Podstawowa nr 3 im. Bolesława Prusa, ul. Łączańska 1 - Szkoła Podstawowa nr 4 im. Władysława Stanisława Reymonta z oddziałami integracyjnymi, ul. Reymonta 56 - Szkoła Podstawowa nr 5 im. św. Jana Pawła II, ul. Pułaskiego 22 Inne - Państwowa Szkoła Muzyczna I Stopnia im. Andrzeja Kurylewicza, ul. Piłsudskiego 11 - Młodzieżowy Ośrodek Wychowawczy Towarzystwa Społecznych Działań na Rzecz Dzieci i Młodzieży "Razem w Przyszłość", ul. Piastowska 8 - Ośrodek Wyszkolenia i Wychowanie Ochotniczych Hufców Pracy, ul. Pułaskiego 3B |  | Szkoły ponadpodstawowe - I Liceum Ogólnokształcące im. Jarosława Iwaszkiewicza, ul. Mickiewicza 12 - Zespół Szkół Mechanicznych im. Żołnierzy Września 1939, ul. Pułaskiego 10 - Zespół Szkół Rolniczych im. Tadeusza Kościuszki, ul. Pułaskiego 3 - Rolnicze Centrum Kształcenia Ustawicznego, ul. Pułaskiego 3C Zespół Szkół Specjalnych im. Adama Mickiewicza, ul. Braterska 9 - Szkoła Podstawowa Specjalna - Zasadnicza Szkoła Zawodowa Specjalna |

## Kultura
- Namysłowski Ośrodek Kultury, Plac Powstańców Śląskich 2
  - Biblioteka Publiczna w Namysłowie im. Stanisława Wasylewskiego, ul. Bohaterów Warszawy 5
  - Izba Regionalna w Namysłowie, ul. Szkolna 2
  - Izba Techniki Młynarskiej, ul. Piastowska 12
  - Świetlica Osiedlowa, ul. Dworcowa 7
  - Zespół Teatralny „Bez Atu” (rozwiązany)

## Namysłowska prasa wydawana po 1945
W okresie PRL wydawane były: „Trybuna Namysłowska” – miesięcznik Powiatowego Komitetu Frontu Narodowego w Namysłowie oraz „Rocznik Statystyczny Powiatu Namysłów”.

### Namysłowska prasa podziemna przed 1989
- Obserwator Namysłowski czasopismo, które wychodziło w drugim obiegu, a następnie jawnie od 1989 roku[58]

### Namysłowska prasa wydawana po 1989
Po przełomie 1989 roku ukazywały się m.in.:
- „Gazeta Namysłowska. Magazyn Samorządowy”
- „Gazeta Ziemi Namysłowskiej”
- „GraVers. Niezależne Czasopismo Literackie”
- „Informator Wędkarski. Magazyn Namysłowskich Wędkarzy”
- „Kurier Namysłowski. Prywatny Miesięcznik Lokalny”
- „Namysłowianin. Bezpłatna Gazeta Lokalna”
- „Namysłowski Magazyn. Namysłowski Powiatowy Magazyn Samorządowy”
- „Nowiny Namysłowskie”
- „Wieści Namysłowskie”
- „Z Prawej Strony. Miesięcznik ziemi namysłowskiej”
- „Nasz Powiat Namysłowski” - informator samorządowy wydawany przez Starostwo Powiatowe w Namysłowie

Własne organa prasowe posiadają miejscowe parafie katolickie:
- „Apostolskie Ścieżki. Namysłowskie Pismo Religijno – Duszpasterskie” – Parafia Św. Apostołów Piotra i Pawła.
- „Pokój i Dobro. Gazeta parafii św. Franciszka z Asyżu i św. Piotra z Alkantary”

Własne pismo wydają także Niemcy – dawni mieszkańcy Namysłowa, zrzeszeni w powstałym 19 maja 1956 r. stowarzyszeniu Namslauer Heimatfreunde. Ich organ prasowy „Namslauer Heimatfruf” ukazuje się od roku 1956.

## Religia

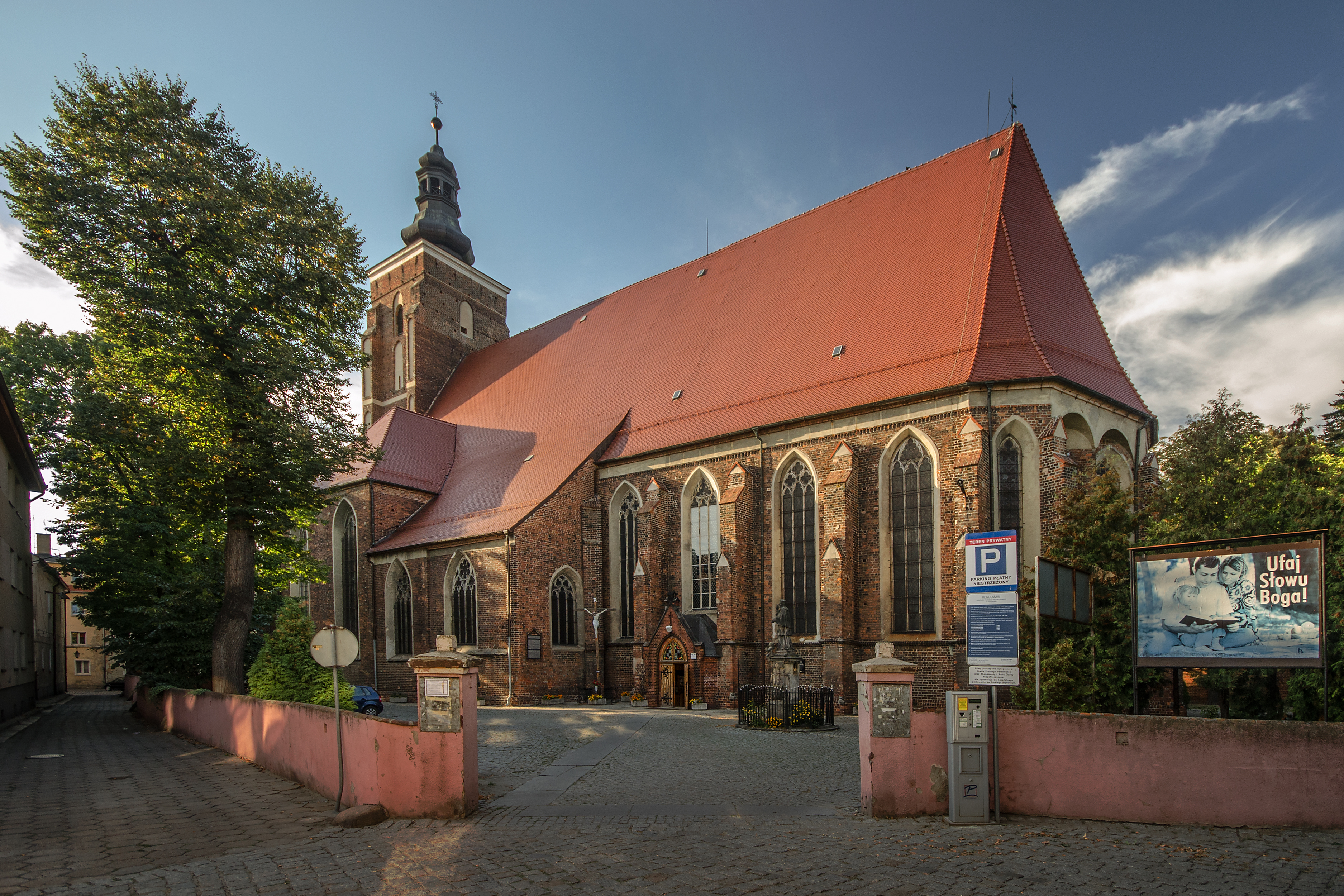
Kościół św. Piotra i Pawła

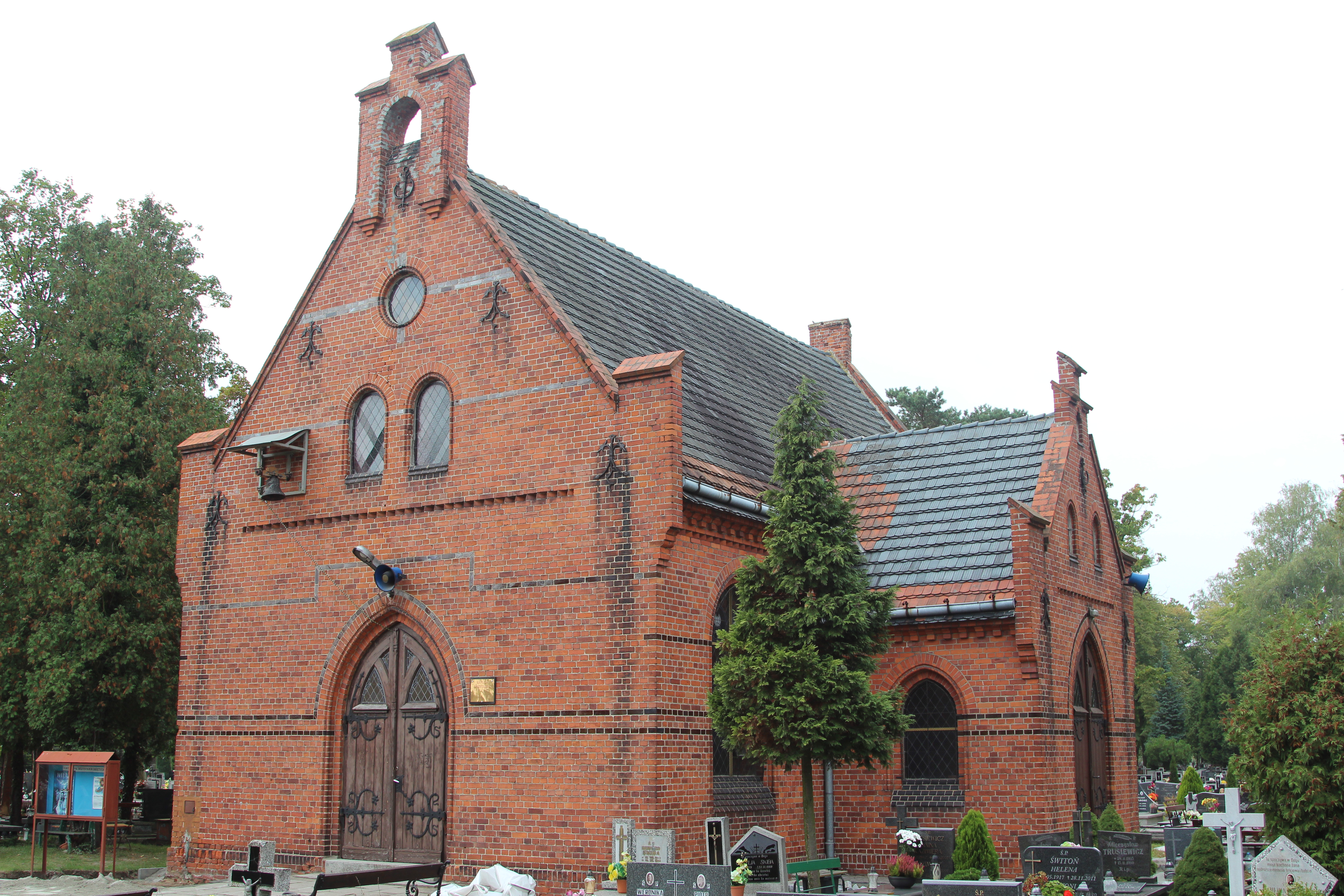
Kaplica cmentarna Wszystkich Świętych

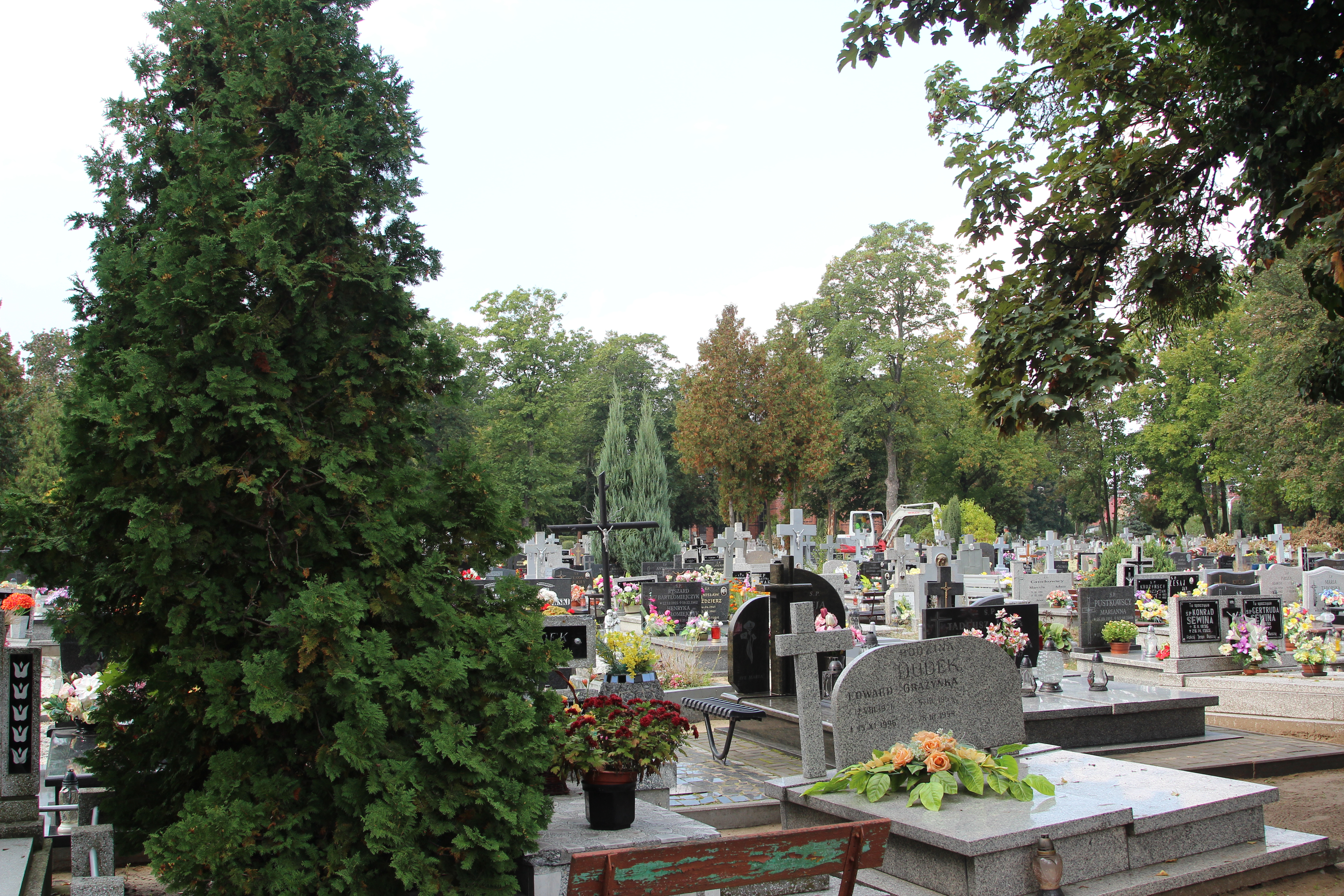
Cmentarz Komunalny przy ul. Jana Pawła II

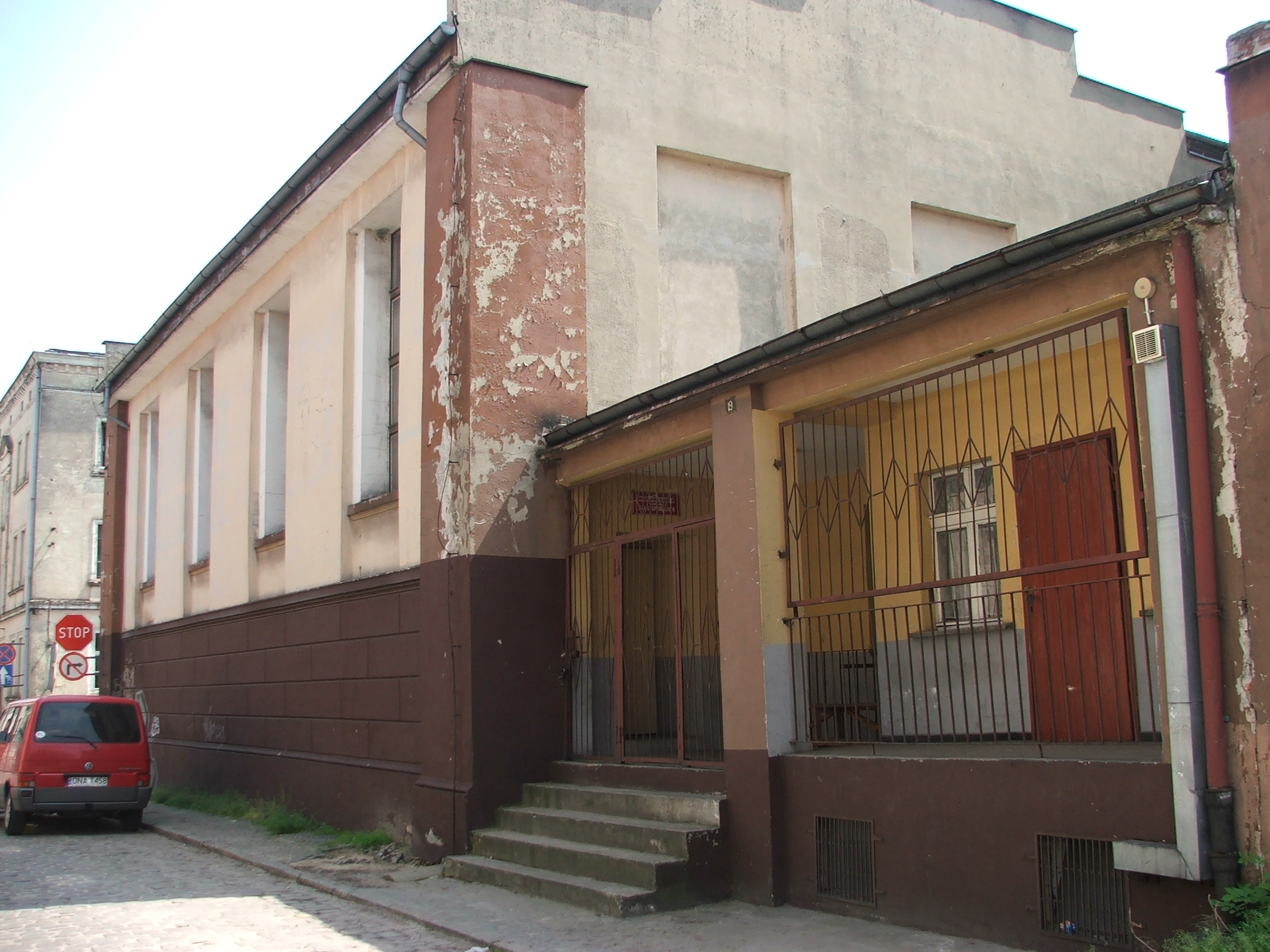
Dawna synagoga (obecnie sala gimnastyczna, widok sprzed remontu)

### Wspólnoty wyznaniowe

#### Kościół rzymskokatolicki
Dekanat Namysłów wschód
- parafia Świętych Apostołów Piotra i Pawła (ul. Kościelna 3)
  - kościół Świętych Apostołów Piotra i Pawła (ul. Kościelna 1)
  - kościół Niepokalanego Poczęcia Najświętszej Maryi Panny (ul. Staromiejska 29)
  - kaplica cmentarna Wszystkich Świętych (ul. Jana Pawła II 6)

Dekanat Namysłów zachód
- parafia św. Franciszka z Asyżu i św. Piotra z Alkantary (Skwer Kardynała Wyszyńskiego 2)
  - kościół św. Franciszka z Asyżu i św. Piotra z Alkantary (Skwer Kardynała Wyszyńskiego 2)
  - kaplica Świętej Trójcy (ul. Oleśnicka 11) – nieużytkowana

#### Kościół Zielonoświątkowy w RP
Okręg Zachodni
- Zbór Kanaan (ul. Kraszewskiego 4)

#### Świadkowie Jehowy
- zbór Namysłów – Północ (Sala Królestwa ul. 1 Maja 17)
- zbór Namysłów – Południe (Sala Królestwa ul. 1 Maja 17)[60]

Do zborów w Namysłowie przynależą również wyznawcy z gminy Bierutów, Wilków, Rychtal, Domaszowice i Świerczów.

#### Kościół Ewangelicko-Augsburski w RP
Wierni przynależą do parafii ewangelicko-augsburskiej w Pokoju, stanowiącej część Diecezji Katowickiej.

### Cmentarze
- Cmentarz Komunalny (ul. Jana Pawła II 6)
- Cmentarz Komunalny (ul. Oławska 35-39)
- dawny cmentarz katolicki (ul. Staromiejska 29)
- dawny cmentarz ewangelicki (ul. Kraszewskiego 1)
- dawny cmentarz żydowski (ul. Łączańska 7)

### Nieistniejące obiekty sakralne
- synagoga (obecnie sala sportowa, ul. Dubois 19), czynna w latach 1856-1938,
- kościół ewangelicki św. Andrzeja (Skwer prof. Leszka Kuberskiego), czynny w latach 1789-1947, rozebrany w 1962
- kościół staroluterański (obecnie sklep, ul. Wały Jana III 2), czynny w latach 1905-1945
- kościół Salwatora (Zbawiciela), rozebrany w 1647
- kaplica św. Barbary, rozebrana w 1647
- kościół św. Ducha i św. Jerzego, spłonął w 1619, prowizorycznie odbudowany jako spichlerz i rozebrany w latach 80. XVIII w.

## Przyroda
W Namysłowie ma swoją siedzibę powstałe w 1945 Nadleśnictwo Namysłów, którego obszar rozciąga się na powiat namysłowski i kluczborski. Siedziba Nadleśnictwa znajduje się przy ul. Marii Skłodowskiej-Curie, w budynku oddanym do użytku w roku 2016.

## Polityka
Miasto jest siedzibą gminy miejsko-wiejskiej. Organem wykonawczym jest burmistrz. W wyborach samorządowych w 2024 na urząd został wybrany Jacek Fior. Siedzibą władz jest Urząd Miejski przy ul. Stanisława Dubois 3. W mieście, pod adresem Plac Wolności 12a, znajduje się starostwo powiatu namysłowskiego.

### Budżet miasta

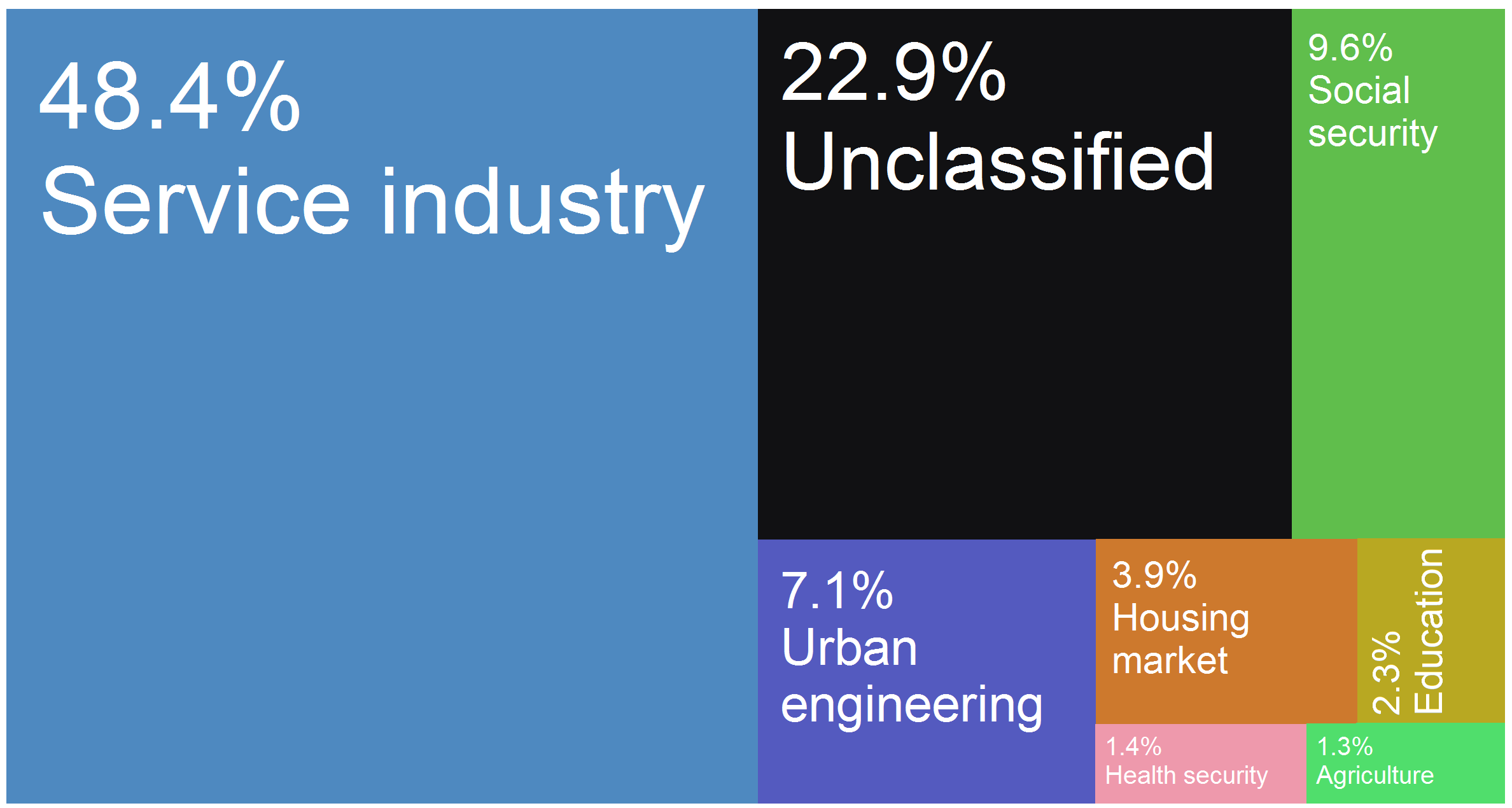
Wydatki budżetu w Namysłowie według działów (2017)
Sektor usług (48,4%)
Niesklasyfikowane (22,9%)
Ubezpieczenie społeczne (9,6%)
Gospodarka komunalna (7,1%)
Ekonomika nieruchomości (3,9%)
Edukacja (2,3%)
Bezpieczeństwo zdrowotne (1,4%)
Rolnictwo (1,3%)

Sektor usług (48,4%)
     Niesklasyfikowane (22,9%)
     Ubezpieczenie społeczne (9,6%)
     Gospodarka komunalna (7,1%)
     Ekonomika nieruchomości (3,9%)
     Edukacja (2,3%)
     Bezpieczeństwo zdrowotne (1,4%)
     Rolnictwo (1,3%)
| Budżet miasta Namysłowa | Budżet miasta Namysłowa | Budżet miasta Namysłowa |
| Lp.                     | Rok                     | Budżet                  |
| ----------------------- | ----------------------- | ----------------------- |
| 1                       | 2009                    | 74,5 mln zł.            |
| 2                       | 2010                    | 67,1 mln zł.            |
| 3                       | 2011                    | 74,7 mln zł.            |
| 4                       | 2012                    | 69 mln zł.              |
| 5                       | 2013                    | 66 mln zł.              |
| 6                       | 2014                    | 76,7 mln zł.            |
| 8                       | 2015                    | 75,3 mln zł.            |
| 9                       | 2016                    | 89,6 mln zł.            |

## Miasta partnerskie
| Miasto         | Państwo | Data podpisania umowy |
| -------------- | ------- | --------------------- |
| Nebelschütz    | Niemcy  | 4 kwietnia 1997       |
| Hluczyn        | Czechy  | 27 sierpnia 2000      |
| Linz nad Renem | Niemcy  | 29 września 2000      |
| Jaremcze       | Ukraina | 25 maja 2002          |
| Kisköre        | Węgry   | 14 czerwca 2003       |
| Zagon          | Rumunia | 10 października 2009  |

## Ludzie związani z Namysłowem

### Honorowi Obywatele Miasta
- Richard Schulz (1923)[64]
- Ryszard Zembaczyński (1994)[65]
- Edward Łęczycki (1994)[65]
- Zbigniew Figas (1995)[65]
- Theo Schöller (1995)[65]
- Zbigniew Górzyński (1996)[65]
- Bolesław Pustelnik (2001)[65]
- Irena Szewińska (2004)[65]
- Włodzimierz Gryglewicz (2008)[65]
- Tadeusz Szulc (2012)
- Józef Pinior (2016)[66]
- Lech Wałęsa (2017)[67]
- Vasyl Vasyliovych Onutchak (2021)[68]
- Andriy Ivanovych Myronyak (2022)[69]
- Thomas Zschornak (2022)[70]